# Patinaj viteză la Jocurile Olimpice de iarnă din 2014
Probele sportive de patinaj viteză la Jocurile Olimpice de iarnă din 2014 se desfășoară în perioada 8-22 februarie 2014 la Soci, Rusia, la Centrul de patinaj Adler Arena. Vor participa 179 de sportivi din 23 de țări.

## Calendarul competiției
Acest calendar cuprinde toate cele 12 probe de patinaj viteză.
Toate orele sunt în Ora României (UTC+2).
| Dată         | Oră   | Probă                                 |
| ------------ | ----- | ------------------------------------- |
| 8 februarie  | 13:30 | 5000 m masculin                       |
| 9 februarie  | 13:30 | 3000 m feminin                        |
| 10 februarie | 15:00 | 500 m masculin                        |
| 11 februarie | 14:45 | 500 m feminin                         |
| 12 februarie | 16:00 | 1000 m masculin                       |
| 13 februarie | 16:00 | 1000 m feminin                        |
| 15 februarie | 15:30 | 1500 m masculin                       |
| 16 februarie | 16:00 | 1500 m feminin                        |
| 18 februarie | 15:00 | 10000 m masculin                      |
| 19 februarie | 15:30 | 5000 m feminin                        |
| 21 februarie | 15:30 | Calificări urmărire - echipe masculin |
| 21 februarie | 15:30 | Calificări urmărire - echipe feminin  |
| 22 februarie | 15:30 | Urmărire - echipe masculin            |
| 22 februarie | 15:30 | Urmărire - echipe feminin             |

## Sumar medalii

### Clasament pe țări
| Loc   | Țară                | Aur | Argint | Bronz | Total |
| ----- | ------------------- | --- | ------ | ----- | ----- |
| 1     | Olanda (NED)        | 6   | 7      | 8     | 21    |
| 2     | Cehia (CZE)         | 1   | 1      | 0     | 2     |
| 3     | China (CHN)         | 1   | 0      | 0     | 1     |
| 3     | Polonia (POL)       | 1   | 0      | 0     | 1     |
| 3     | Coreea de Sud (KOR) | 1   | 0      | 0     | 1     |
| 6     | Canada (CAN)        | 0   | 1      | 1     | 2     |
| 6     | Rusia (RUS)         | 0   | 1      | 1     | 2     |
| Total | Total               | 10  | 10     | 10    | 30    |

### Masculin
| Probă sportivă  | Aur                             | Aur         | Argint                         | Argint   | Bronz                         | Bronz    |
| 500 metri       | Michel Mulder · Olanda (NED)    | 69.31       | Jan Smeekens · Olanda (NED)    | 69.32    | Ronald Mulder · Olanda (NED)  | 69.46    |
| 1000 metri      | Stefan Groothuis · Olanda (NED) | 1:08.39     | Denny Morrison · Canada (CAN)  | 1:08.43  | Michel Mulder · Olanda (NED)  | 1:08.74  |
| 1500 metri      | Zbigniew Bródka · Polonia (POL) | 1:45.006    | Koen Verweij · Olanda (NED)    | 1:45.009 | Denny Morrison · Canada (CAN) | 1:45.22  |
| 5000 metri      | Sven Kramer · Olanda (NED)      | 6:10,76 RO  | Jan Blokhuijsen · Olanda (NED) | 6:15,71  | Jorrit Bergsma · Olanda (NED) | 6:16,66  |
| 10000 metri     | Jorrit Bergsma · Olanda (NED)   | 12:44.45 RO | Sven Kramer · Olanda (NED)     | 12:49.02 | Bob de Jong · Olanda (NED)    | 13:07.19 |
| Urmărire echipe |                                 |             |                                |          |                               |          |

### Feminin
| Probă sportivă  | Aur                                | Aur        | Argint                          | Argint  | Bronz                            | Bronz   |
| 500 metri       | Lee Sang-hwa · Coreea de Sud (KOR) | 74.70 RO   | Olga Fatkulina · Rusia (RUS)    | 75.06   | Margot Boer · Olanda (NED)       | 75.48   |
| 1000 metri      | Zhang Hong · China (CHN)           | 1:14.02    | Ireen Wüst · Olanda (NED)       | 1:14.69 | Margot Boer · Olanda (NED)       | 1:14.90 |
| 1500 metri      | Jorien ter Mors · Olanda (NED)     | 1:53.51 RO | Ireen Wüst · Olanda (NED)       | 1:54.09 | Lotte van Beek · Olanda (NED)    | 1:54.54 |
| 3000 metri      | Ireen Wüst · Olanda (NED)          | 4:00.34    | Martina Sáblíková · Cehia (CZE) | 4:01.95 | Olga Graf · Rusia (RUS)          | 4:03.47 |
| 5000 metri      | Martina Sáblíková · Cehia (CZE)    | 6:51.54    | Ireen Wüst · Olanda (NED)       | 6:54.28 | Carien Kleibeuker · Olanda (NED) | 6:55.66 |
| Urmărire echipe |                                    |            |                                 |         |                                  |         |

## Recorduri olimpice
| Probă                 | Dată         | Rundă                                   | Nume            | Țară          | Timp     | Ref   |
| --------------------- | ------------ | --------------------------------------- | --------------- | ------------- | -------- | ----- |
| 5000 metri masculin   | 8 februarie  | Perechea 10                             | Sven Kramer     | Olanda        | 6:10.76  | [ 2 ] |
| 500 metri feminin     | 11 februarie | Manșa 2 Perechea 17                     | Lee Sang-hwa    | Coreea de Sud | 37.28    | [ 3 ] |
| 500 metri feminin     | 11 februarie | Manșa 1 Perechea 18 Manșa 2 Perechea 17 | Lee Sang-hwa    | Coreea de Sud | 1:14.70  | [ 3 ] |
| 1500 metri feminin    | 16 februarie | Perechea 9                              | Jorien ter Mors | Olanda        | 1:53.51  | [ 4 ] |
| 10.000 metri masculin | 18 februarie | Perechea 6                              | Jorrit Bergsma  | Olanda        | 12:44.45 | [ 5 ] |